# جان كلود لوكليرك
جان كلود لوكليرك (بالفرنسية: Jean-Claude Leclercq)‏ ولد بتاريخ 22 يوليو 1962 في فرنسا، هو دراج فرنسي سابق في صنف سباق الدراجات على الطريق.

## سجل النتائج

### سباقات أو مراحل فاز بها
- طواف سويسرا

## روابط خارجية
- جان كلود لوكليرك على موقع أرشيف الدراجات (الإنجليزية)
- جان كلود لوكليرك على موقع إحصائيات الدراجات الإحترافية (الإنجليزية)
- جان كلود لوكليرك على موقع CycleBase (الإنجليزية)